# Gerrothorax
Gerrothorax war ein amphibienähnliches, primitives Landwirbeltier aus der Gruppe der Temnospondylen. Seine fossilen Überreste wurden in Schweden, in Ostgrönland und in den Lettenkeupersümpfen Süddeutschlands gefunden („Esslinger Urlurch“). Es gibt nur eine bekannte gültige Art: Gerrothorax pulcherrimus, syn. G. pustulogomeratus., wissenschaftlich nicht mehr gültig: Gerrothorax rhaeticus, Nilsson (1934).

## Merkmale

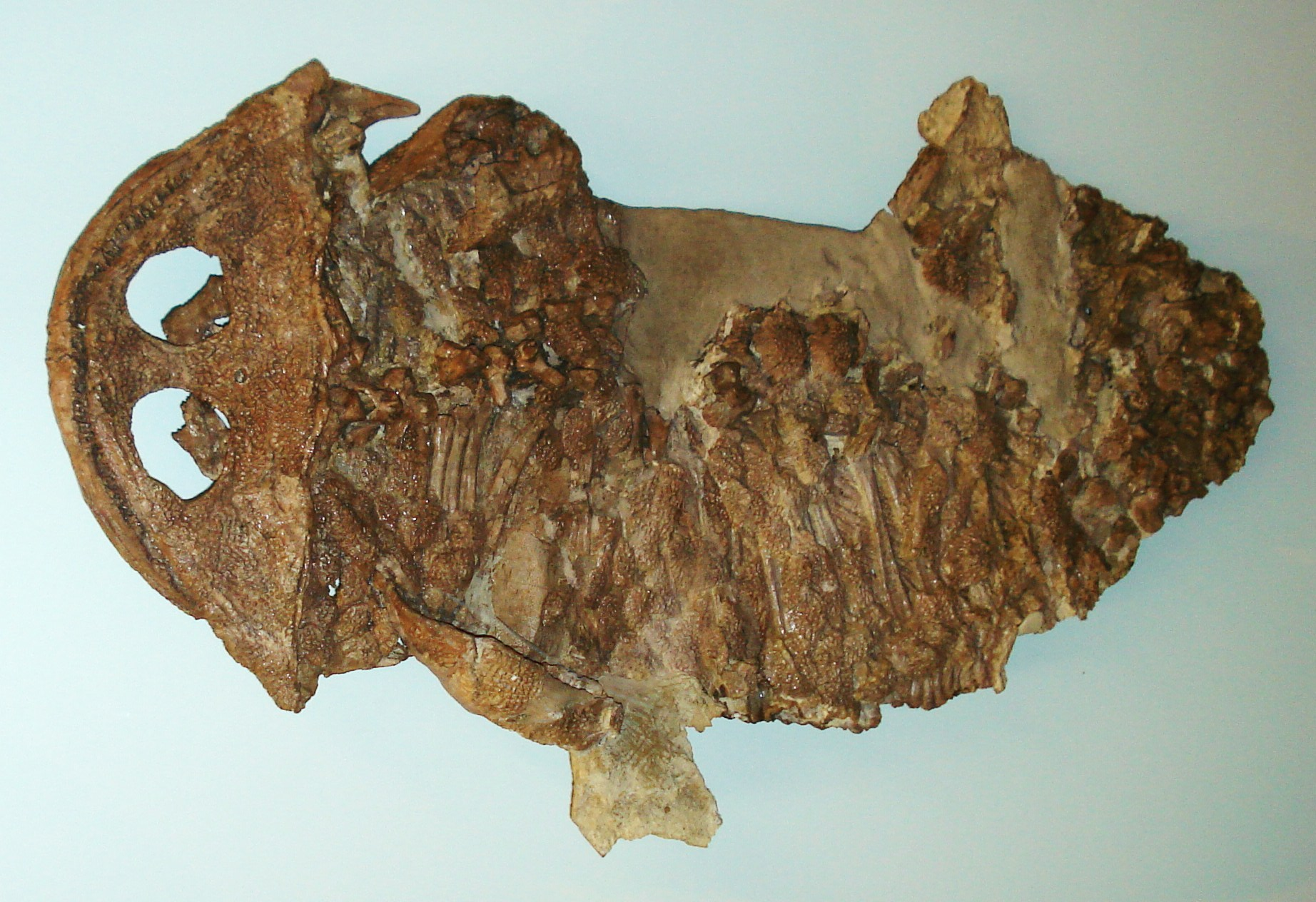
Fossiles Fragment von Gerrothorax pulcherrimus

Gerrothorax wurde ausgewachsen etwa 100 cm lang. Er besaß einen abgeflachten Kopf mit großen, nach oben ausgerichteten Augen; einen flachen, gedrungenen Körper sowie, auch als adultes Tier, drei Paar äußere Kiemenblätter. Der Lurch lebte permanent im Wasser. Wie bei vielen Temnospondylen verfügten die Kiefer über Dutzende scharfer Zähne. Auch auf dem Gaumen befanden sich mehrere große palatinale Zähne. Sein Biss war vermutlich immer tödlich. Fische stellten wohl die hauptsächliche Ernährungsgrundlage dar.
Gerrothorax lauerte, verborgen auf dem Gewässergrund liegend, auf vorbeischwimmende Beute. Wie andere flachköpfige Temnospondylen konnte er den Unterkiefer nicht senken, sondern musste dafür den Oberkiefer anheben. Das wurde durch eine besondere Ausbildung des Gelenks zwischen Hinterhauptsbein und Atlas ermöglicht. Beim Öffnen des Mauls wurde der Unterkiefer leicht vorgeschoben. Aufgerissen nahm das Maul wie bei einer Schnappschildkröte einen Winkel von ca. 50° ein.